# Kenneth Jean
Kenneth Jean (* 25. Oktober 1951 in New York City) ist ein US-amerikanischer Dirigent.

## Leben
Jean wuchs in Hongkong auf, wo er auch seine musikalische Ausbildung begann. 1967 kehrte er in die USA zurück und studierte Violine an der San Francisco State University. Er besuchte ab 1971 die Dirigentenklasse von Jean Paul Morel an der Juilliard School in New York. Im Folgejahr debütierte er als Dirigent mit dem Youth Symphony Orchestra of New York in der Carnegie Hall und wurde darauf dessen musikalischer Leiter.
Nachdem er zwei Jahre Assistent von Lorin Maazel beim Cleveland Orchestra gewesen war, übernahm er von 1979 bis 1985 die Stelle als resident conductor beim Detroit Symphony Orchestra unter Antal Dorati. 1984 wurde er mit dem Leopold Stokowski Conducting Award ausgezeichnet. Von 1986 bis 1992 war er musikalischer Leiter des Florida Philharmonic Orchestra. Daneben war er in dieser Zeit, zunächst neben Georg Solti und dann neben Daniel Barenboim, stellvertretender Dirigent des Chicago Symphony Orchestra (1986–1993) und Erster Gastdirigent des Hong Kong Philharmonic Orchestra (1984–1993). 1990 wurden er und Carl St. Clair mit dem Seaver/National Endowment for the Arts Conductors Award ausgezeichnet. Von 1997 bis 2001 war er Musikdirektor der Tulsa Philharmonic.
Neben dem Standardrepertoire mit Werken Mendelssohns, Tschaikowskis, Ravels, Brahms’, Berlioz’ und anderer führte und nahm er auch Kompositionen chinesischer Komponisten wie Gang Chen, Zhan-hao He und Hu-guang Xin auf. Mit der Geigerin Takako Nishizaki spielte er die Violinkonzerte von Beethoven, Mendelssohn und Tschaikowski ein.